# Евпраксия Фёдоровна
Евпраксия Фёдоровна (Еупраксия) (ум. 15 сентября 1348?) — дочь смоленского (дорогобужско-вяземского) князя Фёдора Святославича (Сесвяславича), вторая жена великого князя московского Семёна Ивановича Гордого, с которой он по непонятным причинам развёлся.

## Биография

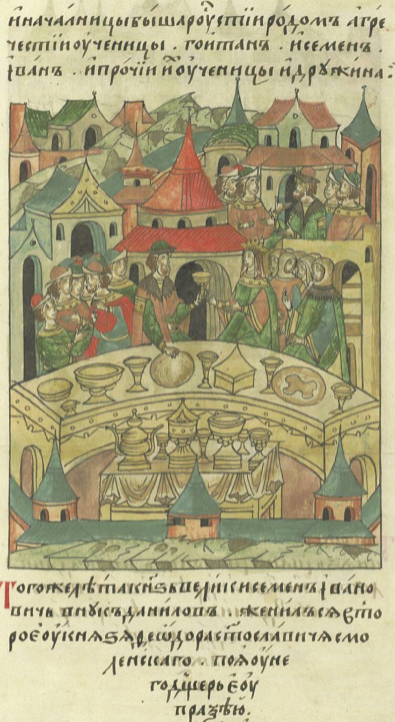
Женитьба Симеона Гордого на Евпраксии Фёдоровне

Овдовев в марте 1345 (6853) года, князь Симеон летом вступил в новый брак с Евпраксией — дочерью мелкого зависимого князя, который получил от зятя в вотчину город Волок.
Зимой 6854 года (то есть, в декабре 1346 — феврале 1347 года), к пробыв в этом втором для себя браке около полутора лет, князь развелся с Евпраксией, и уже весной 1347 года, всего несколько месяцев спустя, женился на Марии Тверской, дочери погибшего в Орде Александра Михайловича, давнего соперника Москвы.
Бывшая жена была отослана великим князем к отцу в Волок (ныне Вышний Волочек).
Возможно, этот «развод» был причиной конфликта князя с митрополитом Феогностом, имевшим место в этот период. А. В. Лаврентьев называет это расторжение брака «неординарным со всех точек зрения казусом» (обычно князья и цари ссылали неугодных жён в монастырь, и церковный развод осуществлялся за счёт этого; каковы были формальные причины расторжения данного брака Церковью — неизвестно; данный пример экстраординарен). Третий брак Симеона Гордого, при том, что его вторая жена оставалась в миру, мог восприниматься как прелюбодеяние. Известно, что Симеон женился третий раз, «утаився митрополита» — втайне от Феогноста, и тот на какое-то время отлучил его от причастия, а позже князь и митрополит посылали за благословением к константинопольскому патриарху.
Отсылка её обратно к отцу объясняется так:
«И великую княгиню на свадьбе испортили: ляжет с великим князем, и она ему покажется мертвец».
Впервые это объяснение появляется достаточно поздно, полтора века спустя, в родословной росписи князей Фоминских, содержащейся в Румянцевском I списке родословных книг. Позднее этот рассказ был включён в другие родословные книги, включая Государев родословец и Бархатную книгу, Воскресенскую летопись, Чертковский хронограф.
В. А. Кучкин считает слово «мертвец» эвфемизмом для указания на холодности великой княгини Евпраксии Фёдоровны на супружеском ложе (анафрадизию). А. В. Кузьмин считает упоминание о порче на свадьбе не имеющим отношения к реальным событиям, а сам развод объясняет «изменением внешнеполитической конъюнктуры на Руси».  А. В. Лаврентьев тоже предполагает, что под «мертвецом» может подразумеваться фригидность новобрачной, однако указывает, что по церковному праву это не может являться причиной расторжения брака. А. Н. Абуков зовёт это «знаменитая придворная сплетня о психосексуальных проблемах великого князя с Евпраксией».

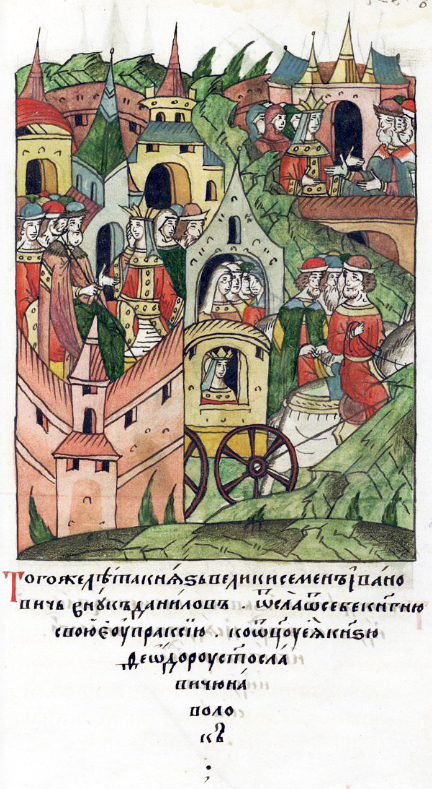
«В том году великий князь Семен Иванович, внук Даниилов, отослал от себя княгиню свою Евпраксию к отцу её князю Феодору Святославичу на Волок». Миниатюра из Лицевого летописного свода.

Олег Хоруженко, отдельно исследуя историю этого брака, указывает, что легенда о порче на свадьбе «восходит к родословной легенде о происхождении князей Фоминских от разведённой великой княгини Евпраксии Фёдоровны. Предполагается, что легенда возникла в среде Карповых, конкурировавших с Фоминскими за родовое старшинство, и в своём первом варианте точно соответствовала фольклорным аналогам. Легенда впервые изложена в родословной росписи Карповых, которая датируется первым десятилетием XVI в. Уже здесь она содержала искажённый, по предположению автора, текст». Легенда о порче, возникшая в среде Карповых, и внесенная в родословную роспись, составленную под их присмотром, должна была дискредитировать Травиных — представителей старшей ветви потомков князей Фоминских: то есть Травины не могли бы гордиться своим старшинством, так как происходили от разведённой княгини, то есть прелюбодейки.
По мнению Хоруженко, произошло искажение легенды из-за неправильного прочтения слова, и в первом варианте муж видел не «мертвеца», а согласно фольклорным аналогам — «медведя».«С такой корректировкой рассказ о порче на свадьбе великого князя Симеона Ивановича Гордого полностью соответствует версии Б.V.3 согласно систематизации сюжетов Н. К. Козловой и А. С. Степахиной: Ведьма „наводит порчу“ на молодую, и та после свадьбы начинает по ночам казаться мужу медведицей».

### Второй брак
Позднее, если верить сведениям родословных книг, отец выдал её за фоминского князя Фёдора Константиновича Красного, причём это сам Семен Гордый «велел её дати замуж».
В новом браке у неё родились четыре сына: Михаил Крюк, Иван Собака, Борис Вепрь, Иван Уда (см. Фоминские князья). А. В. Лаврентьев пишет, что судя по всему, развод обошёлся без серьёзных размолвок — сыновья бывшей княгини служили московским князьям, муж скончался в Москве (в 1387 году).
М. Д. Хмыров указывал, что «некоторые известия прибавляют, что она [Евпраксия], родив мужу кн. Фоминскому четырёх сыновей, умерла 15 сентября 1348 г., но где погребено тело её — не указывают». Хоруженко уточняет, что о наличии четырёх сыновей Евпраксии от второго брака повествуют родословные книги, «но приводимая автором дата предполагает, что Евпраксия обзавелась этим многочисленным потомством не более чем за полтора года. К сожалению, Хмыров не назвал источника своих данных». Хоруженко в качестве одной из потенциальных версий выдвигает предположение, что история о её новом браке и потомстве является легендарной, выдуманной родословцами, и на самом деле она могла быть просто отослана в монастырь, как другие «разведённые» княжеские жены.
Умерла, возможно, вследствие эпидемии чумы в Москве 15 сентября 1348 года.

## В искусстве
- Евпраксия стала одним из персонажей романа Дмитрия Балашова «Симеон Гордый» (1983) из цикла «Государи Московские».
- Персонаж романа Николая Полевого «Клятва при гробе Господнем. Русская быль XV века» (1832).